# Haroldopsis cambuquirensis
Haroldopsis cambuquirensis är en tvåvingeart som beskrevs av Albuquerque 1954. Haroldopsis cambuquirensis ingår i släktet Haroldopsis och familjen husflugor. Inga underarter finns listade i Catalogue of Life.